# David (fils de Bagrat Ier d'Artanoudji)
Pour les articles homonymes, voir David.
David Bagration, parfois nommé David II d'Artanoudji (mort en 908 ou en 922), est un prince géorgien du Xe siècle. Il fait partie de la famille des Bagrations, une branche de la dynastie arménienne des Bagratides.
David Bagration est né vers 900. Il est le troisième fils du prince Bagrat Ier d'Artanoudji et de son épouse inconnue. Il est cité par Vakhoucht Bagration dans sa Vie de la Karthlie. Il le nomme eristavi (grand-duc) mais le fait mourir jeune et sans enfant en 908. Toutefois, un autre passage de cette œuvre le fait mourir en 922 et père d'un fils posthume : Bagrat Bagration.